# Губернатор Московской области
Губерна́тор Моско́вской о́бласти — высшее должностное лицо Московской области. Возглавляет высший исполнительный орган государственной власти области — правительство Московской области.

## История
До 1995 года высшим должностным лицом Московской области являлся глава администрации Московской области.
4 октября 1995 года Московская областная дума приняла Закон Московской области «О выборах Главы Администрации Московской области 17 декабря 1995 года» (12 октября и 7 декабря были внесены поправки). 17 декабря 1995 года прошли выборы главы региона, совмещённые с общероссийскими. Хотя официально избирали главу администрации, но в агитационных материалах слово губернатор использовалось. На выборах во втором туре победил Анатолий Тяжлов.
11 декабря 1996 года Анатолий Тяжлов подписал принятый Московской областной думой Устав Московской области, который среди прочего установил должности губернатора и вице-губернатора Московской области. Подписывая документ он указал свою должность уже как «губернатор Московской области».
Следующие выборы губернатора и вице-губернатора Московской области состоялись 19 декабря 1999 года. Ни одна пара не набрала более 50 % голосов избирателей. Во второй тур вышли Геннадий Селезнёв — Владимир Кашин (27,52 %) и Борис Громов — Михаил Мень (20,91 %). Голосование второго тура выборов состоялось 9 января 2000 года. Пара Громов — Мень получила поддержку партии «Союз правых сил» и набрала 48,09 %, пара Селезнёв — Кашин набрала 46,39 %. Губернатором Московской области сроком на четыре года был избран депутат Госдумы Борис Громов (блок «Отечество»).
В апреле 2001 года срок полномочий губернатора Московской области был увеличен с 4 до 5 лет.
Срок полномочий губернатора Громова истекал в феврале 2004, однако в августе 2003 года Борис Громов просил Московскую областную думу сократить срок его полномочий (эта процедура предусмотрена в законе «О выборах губернатора Московской области») и назначить следующие выборы на 7 декабря 2003 года, совместив их с выборами депутатов Госдумы. Это решение объяснялось стремлением сэкономить бюджетные средства, необходимые для проведения голосования. 17 сентября депутаты Московской областной думы удовлетворили просьбу Громова. В октябре Громов заявил, что намерен повторно баллотироваться на пост губернатора как независимый кандидат. Для регистрации кандидатом требовалось до 6 ноября собрать 80 тысяч подписей избирателей. 7 декабря 2003 года в один день состоялись выборы депутатов Государственной Думы третьего созыва и выборы губернатора Московской области. На выборах в Государственную Думу Громов был избран депутатом, но отказался от мандата. На выборах губернатора он также одержал победу в первом туре, набрав 83 % голосов. На втором месте оказался кандидат «против всех» (9,69 %), на третьем — Алексей Митрофанов (4,12 %).
В декабре 2004 года по инициативе президента России Владимира Путина избрание высших должностных лиц путём прямого голосования граждан было заменено на назначение законодательными органами (Думой Московской области) по представлению Президента Российской Федерации, то есть прямые выборы губернаторов в России были отменены. 28 марта 2005 года Мособлдума внесла соответствующую поправку в Устав Московской области.
Полномочия второго пятилетнего срока губернатора истекали, в соответствии с законом, лишь в 2008 году, однако уже 18 апреля 2007 года, докладывая Владимиру Путину о ситуации в регионе, Громов обратился к президенту РФ с вопросом о доверии. 2 мая 2007 года Владимир Путин внёс в Мособлдуму (избранную в марте) кандидатуру Бориса Громова для утверждения его в должности главы правительства Московской области. 4 мая 2007 года президентом России Владимиром Путиным был назначен губернатором Московской области на третий срок с формулировкой «в связи с успехами в развитии региона». Кандидатура Громова на посту губернатора была единогласно поддержана депутатами Московской областной думы IV созыва, за него проголосовали все 50 парламентариев.
В мае 2012 года в Устав Московской области были внесены поправки. Изменения коснулись статьи, определяющей полномочия Московской областной думы по организационным вопросам и осуществлению контрольных функций. Согласно внесенным изменениям структуру правительства Московской области устанавливает не Московская областная дума, а губернатор Московской области. В связи с введением должностей «вице-губернатор Московской области» и «вице-губернатор — председатель правительства Московской области» был определён порядок согласования назначения их на должности, а также введены положения, определяющие порядок взаимодействия Мособлдумы и вице-губернатора — председателя правительства.
15 ноября 2012 года временно исполняющий обязанности главы Московской области Андрей Воробьёв предложил внести изменения в устав и вновь объединить должности губернатора Подмосковья и председателя правительства. Устав области прямо запрещает временно исполняющему обязанности губернатора выступать с такими инициативами, но способ не нарушать закон был найден: на бумаге автором инициативы об объединении постов стала группа депутатов Московской областной думы. 22 ноября 2012 года депутаты Московской областной думы по предложению А. Ю. Воробьёва внесли поправки в устав Московской области. За объединение двух постов проголосовали 46 депутатов из 50. Также в связи с объединением двух должностей были внесены изменения в законы «О Правительстве Московской области», «О губернаторе Московской области», «О Московской областной Думе», «О системе исполнительных органов государственной власти Московской области». Был изменён и закон «О порядке согласования назначения на должности вице-губернатора Московской области, вице-губернатора — председателя правительства Московской области, первого заместителя председателя правительства Московской области, заместителя председателя правительства Московской области». В частности, были расширены полномочия временно исполняющего обязанности губернатора, для него были установлены только два ограничения: он не вправе распускать Мособлдуму и не вправе вносить предложения о поправках и пересмотре положений устава области.

## Порядок избрания и вступления в должность
Порядок наделения полномочиями губернатора Московской области устанавливается федеральным законом и Уставом Московской области.
Выборы проводились в 1995, 1999, 2003 годах. В 2007 и 2012 годах губернатор Московской области был выбран президентом России и утверждён в должности областной думой. Вновь прямые выборы губернатора состоялись в единый день голосования 8 сентября 2013 года и 9 сентября 2018 года.

## Прекращение полномочий
Порядок досрочного прекращения полномочий губернатора Московской области устанавливается федеральным законом «Об общих принципах организации законодательных (представительных) и исполнительных органов государственной власти субъектов Российской Федерации» (Статья 19) и Уставом Московской области.
В июне 2012 года были внесены поправки в Устав Московской области, касающиеся избрания и досрочной отставки губернатора.
В случае, если полномочия губернатора Московской области прекращаются досрочно после состоявшихся выборов губернатора Московской области, вновь избранный губернатор Московской области вступает в должность в день досрочного прекращения полномочий губернатора Московской области.
В случае проведения повторных выборов губернатора Московской области или проведения выборов губернатора Московской области в связи с досрочным прекращением полномочий губернатора Московской области избранный губернатор Московской области вступает в должность не позднее, чем на тридцатый день после его избрания.
Во всех случаях, когда губернатор не может исполнять свои обязанности, их временно исполняет должностное лицо, установленное конституцией (уставом) или законом субъекта Российской Федерации. В случае прекращения полномочий губернатора Президент Российской Федерации назначает временно исполняющего обязанности губернатора на период до вступления в должность вновь избранного губернатора.

## Полномочия
Полномочия губернатора Московской области регламентированы статьёй 50 Устава Московской области:
1. Губернатор Московской области обеспечивает и защищает права и свободы человека и гражданина, законность и правопорядок в Московской области и осуществляет следующие полномочия:
  1. представляет Московскую область в отношениях с федеральными органами государственной власти, органами государственной власти субъектов Российской Федерации, органами местного самоуправления и при осуществлении внешнеэкономических связей, при этом вправе подписывать договоры и соглашения от имени Московской области;
  2. обнародует Устав, а также законы Московской области, удостоверяя их обнародование путём подписания, либо отклоняет законы, принятые Московской областной Думой, в течение 14 календарных дней с момента поступления указанных законов (обладает правом отлагательного вето);
  3. обладает правом законодательной инициативы в Московской областной Думе;
  4. обеспечивает взаимодействие Московской областной Думы и исполнительных органов государственной власти Московской области;
  5. участвует в заседаниях Московской областной Думы с правом совещательного голоса;
  6. назначает своего постоянного представителя в Московскую областную Думу;
  7. представляет на утверждение Московской областной Думе бюджет Московской области и отчет о его исполнении;
  8. представляет на утверждение Московской областной Думе стратегию социально-экономического развития Московской области и государственные программы социально-экономического развития Московской области и отчеты об их исполнении;
  9. вносит в Московскую областную Думу проект закона о системе исполнительных органов государственной власти Московской области;
  10. определяет структуру исполнительных органов государственной власти Московской области;
  11. определяет исполнительные органы государственной власти Московской области, уполномоченные на осуществление регионального (Московской области) государственного контроля (надзора);
  12. является по должности Председателем Правительства Московской области, подписывает и опубликовывает постановления Правительства Московской области; обладает правом вето на постановления Правительства Московской области;
  13. назначает на должность Вице-губернаторов Московской области по согласованию с Московской областной Думой;
  14. освобождает от должности Вице-губернаторов Московской области в соответствии с законодательными актами Российской Федерации и Московской области;
  15. формирует Правительство Московской области в соответствии с Уставом Московской области и законами Московской области и принимает решение об отставке Правительства Московской области;
  16. представляет в Московскую областную Думу ежегодные отчеты о результатах деятельности Правительства Московской области, в том числе по вопросам, поставленным Московской областной Думой;
  17. награждает наградами и премиями Московской области, присваивает почётные звания Московской области в случаях, установленных законом Московской области;
  18. распускает Московскую областную Думу в порядке и по основаниям, предусмотренным федеральным законом;
  19. обеспечивает координацию деятельности органов исполнительной власти Московской области с иными органами государственной власти Московской области и в соответствии с законодательством Российской Федерации может организовывать взаимодействие органов исполнительной власти Московской области с федеральными органами исполнительной власти и их территориальными органами, органами местного самоуправления и общественными объединениями;
  20. осуществляет иные полномочия, возложенные на него законодательством Российской Федерации, Уставом и законами Московской области.
2. Губернатор Московской области в пределах своих полномочий издаёт постановления и распоряжения, имеющие юридическую силу на всей территории Московской области.

## Срок полномочий
Срок полномочий губернатора Московской области — 5 лет.

## Список губернаторов
| № | Руководитель                           | Руководитель             | Способ получения должности | Срок полномочий                                                  | Партийность | Партийность              |
| - | -------------------------------------- | ------------------------ | --- | ---------------------------------------------------------------- | ----------- | ------------------------ |
| 1 | Анатолий Степанович Тяжлов (1942–2008) |                          | выборы 17 и 30 декабря 1995 (первый тур — 43,33 %, второй тур — 70,83 %) | 24 декабря 1995 — 2 февраля 2000                                 |             | «Наш дом — Россия»       |
| 1 | Анатолий Степанович Тяжлов (1942–2008) | «Отечество — Вся Россия» | выборы 17 и 30 декабря 1995 (первый тур — 43,33 %, второй тур — 70,83 %) | 24 декабря 1995 — 2 февраля 2000                                 |             |                          |
| 2 | Борис Всеволодович Громов (1943–)      |                          | выборы 19 декабря 1999 и 9 января 2000 (первый тур — 20,65 %, второй тур — 48,09 %) выборы 7 декабря 2003 (83,04 %) 4 мая 2007 наделён полномочиями Мособлдумой по представлению президента РФ Владимира Путина | 2 февраля 2000 — май 2007 (досрочно) 11 мая 2007 — 11 мая 2012   |             | «Отечество — Вся Россия» |
| 2 | Борис Всеволодович Громов (1943–)      | «Единая Россия»          | выборы 19 декабря 1999 и 9 января 2000 (первый тур — 20,65 %, второй тур — 48,09 %) выборы 7 декабря 2003 (83,04 %) 4 мая 2007 наделён полномочиями Мособлдумой по представлению президента РФ Владимира Путина | 2 февраля 2000 — май 2007 (досрочно) 11 мая 2007 — 11 мая 2012   |             |                          |
| 3 | Сергей Кужугетович Шойгу (1955–)       |                          | 5 апреля 2012 года наделён полномочиями Мособлдумой по представлению президента РФ Дмитрия Медведева | 11 мая — 6 ноября 2012                                           |             | «Единая Россия»          |
| — | Руслан Хаджисмелович Цаликов (1956–)   |                          | исполнение обязанностей по должности до назначения президентом РФ | 6 — 8 ноября 2012                                                |             | беспартийный             |
| 4 | Андрей Юрьевич Воробьёв (1970–)        |                          | назначение президентом РФ Владимиром Путиным 8 ноября 2012 года выборы 8 сентября 2013 (78,94 %) выборы 9 сентября 2018 (62,52 %) выборы 8—10 сентября 2023 (83,68 %)                                           | 14 сентября 2013 — н. в. (врио 8 ноября 2012 — 14 сентября 2013) |             | «Единая Россия»          |